# ماتيوس أوليفيرا (لاعب كرة قدم)
ماتيوس أوليفيرا هو لاعب كرة قدم برازيلي في مركز الدفاع، ولد في 6 سبتمبر 1996 في ريو دي جانيرو في البرازيل. لعب مع نادي ماكاي.